# Grete Unrein

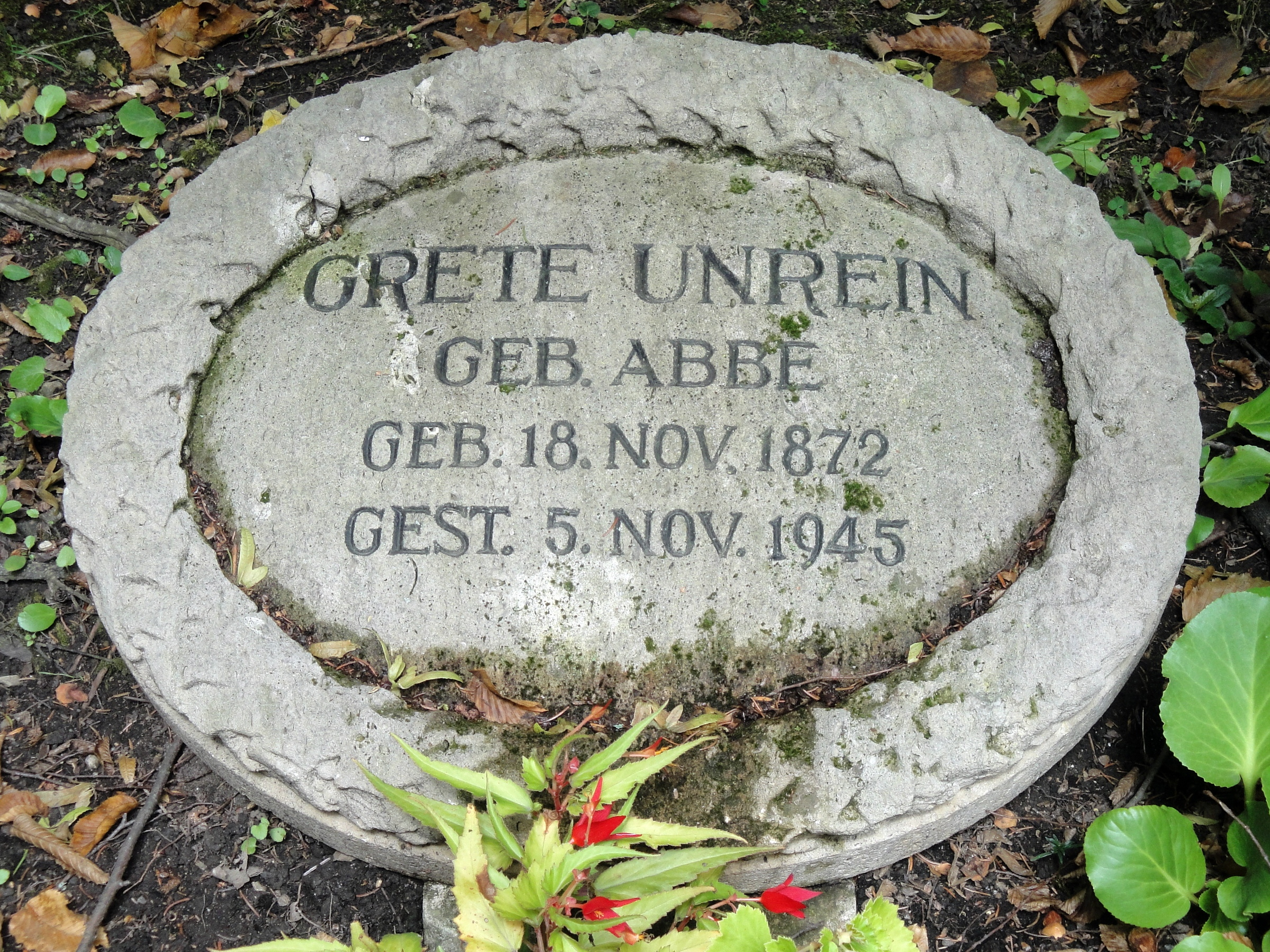
Grab von Grete Unrein auf dem Nordfriedhof in Jena

Grete Unrein, geb. Margarete Abbe, (* 18. November 1872 in Jena; † 5. November 1945 ebenda) war eine deutsche Politikerin in der Zeit der Weimarer Republik und vor allem auf dem Gebiet der Sozialfürsorge tätig. Sie war die älteste Tochter von Ernst Abbe (1840–1905) und dessen Ehefrau Elisabeth (Elise) Snell (1844–1924).

## Familie
Am 15. März 1894 heiratete sie in Jena Otto Unrein (1862–1922), den ersten Rektor des 1912 eröffneten Jenaer Lyzeums. Das Paar hatte folgende Kinder:
- Else (* 1895) ⚭ 1918 Otto Schulze (* 1887), Dr. med., Arzt
- Karl (1897–1915)
- Käte (* 1900) ⚭ 1923 Kurt Sause (* 1897), Dr. jur., Rechtsanwalt

## Leben
Seit der Gründung der Jenaer Kinderklinik war Grete Unrein um die Verbesserung der wirtschaftlichen Lage dieser Einrichtung bemüht, war Vorsteherin des Jenaer Mutterheims, Vorstandsmitglied und jahrelang 1. Vorsitzende des patriotischen Instituts der Frauenvereine vom Roten Kreuz (kurz Haupt-Frauenverein genannt), dessen Vorsitzende sie von 1931 bis 1933 war, sowie Förderin und Vorstandsmitglied des Lesehallenvereins. Eine ihrer wichtigsten Aufgaben sah sie darin, für Mädchen und junge Frauen gleiche Chancen in der Ausbildung für einen eigenen Beruf und dessen Ausübung zu schaffen. Dem unermüdlichen Wirken Grete Unreins ist es zu verdanken, dass die Stadt dieser Aufgabe nachkam und beschloss, eine 'höhere Mädchenschule', das Lyzeum, bauen zu lassen. Dank des Wirkens des Ehepaars Unrein wurde der Ausbau des Lyzeums bis zum Abitur erreicht.
1919 kandidierte sie als Mitglied der DDP für den Jenaer Stadtrat, wurde gewählt und gehörte insbesondere als aktives Mitglied des Jugendamtes diesem politischen Gremium bis 1933 an. 1932 wählte man sie zur 2. Vorsitzenden des Stadtrates. Im selben Jahr beschloss die Stadt, ihr "...in Würdigung ihrer Verdienste um das Allgemeinwohl, insbesondere auf dem Gebiet der Wohlfahrtspflege, an ihrem 60. Geburtstag das Ehrenbürgerrecht zu verleihen" (Protokoll der Stadtratssitzung). Von 1932 bis 1932 war sie Vorsitzende des Hausfrauenvereins in Jena.
An der Stadtratssitzung vom 9. März 1933, auf der die NSDAP die Herrschaft in der Jenaer Stadtverwaltung an sich riss, nahm sie, wie die Stadträte der SPD und KPD, aus Protest nicht teil. In den Jahren der nationalsozialistischen Diktatur musste sie sich oft politischer und persönlicher Anfeindungen erwehren. Sie setzte sich in diesen Jahren für jüdische Bürger und vom Naziregime Verfolgte ein und leistete dabei moralische und finanzielle Hilfe. Sie war die Alleinerbin von Clara Rosenthal, einer 1941 in den Freitod getriebenen Jüdin, mit deren Familie ihr Vater eng vertraut war.
Nach dem Ende des Zweiten Weltkrieges gehörte sie zu den ersten Mitgliedern der neu gegründeten Liberaldemokratischen Partei (LDP, Nachfolgerin der DDP). Ihre angegriffene Gesundheit bewirkte ein Nachlassen der Kräfte. Am 5. November 1945 starb sie in ihrem Haus in der Johann-Friedrich-Straße 3 in Jena. Sie wurde auf dem Jenaer Nordfriedhof, Grabfeld UH II, Grab 69, beigesetzt.

## Grete Unrein als Namenspatronin
Seit 1948 ist in Jena eine Schule nach Grete Unrein benannt.

## Grete-Unrein-Preis
Seit 2005 vergeben die Jungen Liberalen Jena-Weimar jährlich den Grete-Unrein-Preis für „besonderes ehrenamtliches Engagement im Bereich der Jugendarbeit“. Der Preis ist mit insgesamt 700 € dotiert und verteilt sich auf einen ersten und zwei zweite Plätze.